# Глен Парк
Глен Парк или Парка Глен (Glen Park) е квартал в град-окръг Сан Франциско, щата Калифорния, САЩ. Глен Парк се намира на юг от кварталите Даймънд Хайтс и Нои Вали, на запад от Бърнал Хайтс и на изток от Глен Кениън парк.